# Shakuntala Devi
Pour les articles homonymes, voir Devi (homonymie).
Shakuntala Devi (en kannada : ಶಕುಂತಲಾ ದೇವಿ), née le 4 novembre 1929 à Bangalore en Inde et morte le 21 avril 2013  dans cette même ville,, est une « calculatrice prodige ». Elle a écrit de nombreux livres sur la pédagogie des mathématiques, les casse-têtes mathématiques, l'astrologie et donnait des conférences aussi bien dans les médias que dans les universités à travers le monde.

## Biographie
Son père, un trapéziste et funambule travaillant pour un cirque brahmin, n'hésite pas à se convertir à la fin de sa carrière en dompteur de fauves et même en homme-canon.
L'extraordinaire mémoire de Shakuntala Devi s'est manifestée à l'âge de trois ans, alors qu'elle jouait aux cartes avec son père : elle remportait les manches en mémorisant les cartes. Dès l'âge de six ans, ses dons de calculateur étaient suffisamment remarquables pour faire l'objet d'une présentation à l’Université de Mysore, et à huit ans elle se produisait de nouveau à l’université d'Annamalai.
Ses prouesses se situent particulièrement dans le domaine des racines n-ièmes. Contrairement à d'autres calculateurs prodiges, comme Truman Henry Safford, ses dons ne s'altérèrent pas à l'âge adulte. Encore en 1977, elle calculait la racine 23e d'un nombre de 201 chiffres de tête. Le 18 juin 1980, elle effectuait mentalement la multiplication de deux nombres à 13 chiffres choisis au hasard par le Département d'Informatique de l'Imperial College de Londres :
7 686 369 774 870 × 2 465 099 745 779
et donna le résultat en 28 secondes, mais il faut encore considérer que c'est à peu près le temps qu'il lui a fallu pour dicter la réponse (un nombre de 26 chiffres) à ses interlocuteurs (ce temps de 28 secondes est celui qu'elle donne toutefois sur son site web).
Shakuntala a souvent expliqué qu'elle visualise directement le résultat des calculs qu'on lui soumet et attribue cette faculté à une inspiration divine. De confession hindouiste, elle pratique également l'astrologie, discipline à laquelle elle a d'ailleurs consacré un livre.
En 1977, elle publie la première monographie indienne sur l'homosexualité en Inde.
Son dernier ouvrage, paru en 2006, In the Wonderland of Numbers, est un récit autobiographique qui raconte l'histoire d'une fillette, Neha, et sa fascination pour les nombres.
Le 3 avril 2013, Devi est admise à l'hôpital de Bangalore pour des insuffisances respiratoires et rénales où elle décède 18 jours plus tard le 21 avril. Dans la soirée, des centaines de personnes, dont des proches et admirateurs, sont venus assister aux rites funéraires célébrés dans la banlieue sud de Bangalore.

## Œuvres
Parmi ses essais, on peut citer :
- Puzzles to Puzzle You
- More Puzzles to Puzzle You
- Book of Numbers
- Figuring: The Joy of Numbers
- In the Wonderland of Numbers
- Mathability: Awaken the Math Genius in Your Child
- Astrology for You, Inde, Orient Paperbacks, 2005, 176 p. (ISBN 8122200672, lire en ligne)
- Perfect Murder, Orient Paperbacks, 1976, 149 p. (lire en ligne)
- The World of Homosexuals, Vikas Publishing House, 1977 (ISBN 9780706904789, lire en ligne)